# Verda Erman
Verda Erman (Istanbul, 19 de desembre de 1944 - París, 21 de juliol de 2014) fou una pianista turca.
Nascuda a Istanbul el 1944, va començar la seva carrera de pianista als quatre anys. Després inicià els estudis al Conservatori Municipal d'Istanbul. El 1957, va ser enviada a estudiar al Conservatori de París, segons la llei turca núm. 6660 de nens Prolifics pels estudiants amb "talents extraordinaris". Va estudiar amb la pianista francesa Lucette Descaves i es va graduar al conservatori amb els més alts honors. Erman, després, va treballar amb el pianista Lazare Lévy per millorar les habilitats al piano. També es va inscriure a classes de contrapunt i harmonia del compositor francès Noël Galó. Va fer una sèrie de concerts a París abans de tornar a Turquia.
Erman va fer concerts amb l'Orquestra Simfònica Presidencial de Turquia. Va guanyar el primer premi en el Concurs Marguerite Long-Jacques Thibaud (ara anomenat Concurs Long-Thibaud-Crespin) a París l'octubre de 1963. El 1965, Erman va ocupar el segon lloc en el Concurs de Piano Internacional del Canadà.
Verda Erman va ser honrada com a Artista de l'Estat el 1971, any que el títol honorífic va ser creat. Va viatjar extensament per tot el món com a músic convidat després de 1971. Va gaudir de recitals reeixits a Belgrad, París, Montreal i Bucarest. El pianista Rudolf Serkin la va convidar al Marlboro Music School and Festival a l'estat nord-americà de Vermont. Va continuar actuant amb l'Orquestra Simfònica Presidencial de Turquia com a solista en gires europees de l'orquestra.
Artista de l'Estat (turc: Devlet Sanatçısı), la distinció màxima de Turquia pels artistes, des de 1971, Erman va morir a París el 21 de juliol de 2014, de leucèmia, a l'edat de 70 anys.